# Oldenburg (Oldenburg)
Oldenburg este un oraș în landul Saxonia Inferioară, Germania. A fost stăpânit de conții de Oldenburg cca. 1100 până în 1667, când a fost cedat Danemarcii. La sfârșitul sec. XVIII era condus de episcopul de Lübeck, care a fost investit ca duce de Oldenburg de împăratul Sfântului Imperiu Roman, Iosif al II-lea. În sec. XIX s-a aliat cu Rusia în Războiul austro-prusac din 1866. În 1871 s-a unit cu Imperiul German. Ultimul mare duce care a condus statul a abdicat în 1918.

## Demografia
| An        | 1667    | 1702    | 1769  | 1816  | 1828  | 1837  | 1855   | 1871   |
| --------- | ------- | ------- | ----- | ----- | ----- | ----- | ------ | ------ |
| Populație | ~ 4.300 | ~ 5.000 | 6.959 | 6.278 | 6.800 | 9.280 | 11.370 | 13.928 |